# Stubbkärrsvägen naturreservat
Stubbkärrsvägen naturreservat är ett naturreservat i Flens kommun  i Södermanlands län.
Området är naturskyddat sedan 2024 och är 139 hektar stort. Reservatet ligger nordost om Hälleforsnäs och består av tallskog, granskog, lövskog  samt myrmarker.